# Tök állat
A Tök állat (eredeti cím: The Animal) 2001-ben bemutatott amerikai filmvígjáték, melyet Rob Schneider és Tom Brady forgatókönyvéből Luke Greenfield rendezett. A főbb szerepekben Schneider, Colleen Haskell, John C. McGinley, Guy Torry és Edward Asner látható.
Az Amerikai Egyesült Államokban 2001. június 1-jén mutatták be. Magyarországon október 11-én került mozikba az InterCom Zrt. forgalmazásában. A film általánosságban vegyes értékeléseket kapott a kritikusoktól.

## Cselekmény
Elkerton városában Marvin Mange egy esetlen, ügyetlen, kedves fiú, aki arról álmodik, hogy rendőr lesz, mint az apja volt. Azonban minden próbálkozásnál megbukik a fizikai teszten, az akadálypályán nem tudja teljesíteni a feladatokat. Rosszul bánik vele az aljas rendőrőrmester, Doug Sisk. Marvin ügyetlenül próbálkozik első találkozásán bálványával, a környezetvédő Riannával. Marvin a rendőrőrsön dolgozik bizonyítékkezelőként, és összebarátkozik a reptéri biztonsági őrrel, Miles-szal, aki a „fordított rasszizmus” áldozata, és kadét társával, Dömpivel.
Miközben egyedül van az őrsön, rablásról kap hívást egy étteremből. Fogadja a hívást, de odafelé baleset éri, lehajt az útról, és a kocsija lezuhan a hegyről. Egy szikla ráesik az autóra. Súlyosan megsérül, de megmenti Dr. Wilder, egy őrült tudós, aki Marvin szervezetébe állati részeket ültet be.
Napokkal később Marvin visszatér a normális életébe, és a balesetére nem emlékszik.
Tele van energiával, miközben észre sem veszi a sebészeti nyomokat a hátán és a szőrzetet a hátsó felén. Sebességben gyorsabb a lovaknál, a kutyák félnek tőle, és nincs szüksége az asztma elleni gyógyszerére. Azt hiszi, hogy mindez a „Borz-tej” fogyasztásának köszönhető, amitől a reklámok szerint garantáltan erősebb lesz.
Elmegy a repülőtérre, hogy beszéljen Miles-szal a problémájáról. Ott Marvin kiszimatolja, hogy egy férfi  heroint rejteget a végbelében. Marvint hőssé nyilvánítják, és Marion Wilson rendőrfőnök teljes jogú rendőrré avatja.
Egy nap a parkban Marvin találkozik Riannával, aki kutyákat sétáltat. Amikor beszélgetnek, eldobnak felé egy frizbit, nem tud magán uralkodni, felugrik és elkapja a szájával.
Ahogy telnek a napok, Marvin állati ösztöne egyre erősebb és erősebb. Gyakran ébred fel furcsa helyeken, és ezt követően az éjszaka közepén történt állattámadásokról hall. E támadások miatt Dr. Wilder úgy véli, hogy azokért Marvin hibáztatható. Wilder elviszi őt a laboratóriumába, és elmagyarázza neki az átültetéseket, amelyek megmentették Marvin életét, és állati erőket adnak neki. Útmutatásokat ad, hogyan tudja kordában tartani a féktelen állati ösztönöket, amelyek gyakran arra késztetik, hogy nyilvánosan helytelenül viselkedjen.
A Marvin állati késztetései által okozott folyamatos kínos helyzetek ellenére állati képességei lehetővé teszik számára, hogy rendőrtisztként kitűnjön. Sisk partnerévé válik, és randevút kap Riannával.
Wilson rendőrfőnök kikérdezi Marvint a tehenek elleni késő esti támadásokról, mert az egyik szemtanú rendőrségi fantomképet készített, és az úgy néz ki, mint Marvin. Wilson főnök fizetett szabadságra küldi Marvint.
Rianna elmegy Marvin házához, ahol Marvin elbarikádozta magát. Meg van győződve arról, hogy nem állhat az állattámadások mögött. Együtt töltik az éjszakát. Marvin ragaszkodik ahhoz, hogy megkötözve legyen, hogy ne bánthasson senkit, de Rianna leoldja, miután elalszik. Megjelenik a rendőrség, hogy letartóztassa Marvint, mert aznap este megtámadott egy vadászt. Rianna meggyőzi őt, hogy meneküljön.
Marvin az erdőbe menekül. A rendőrség keresőcsapatot szervez Marvin elfogására. Miközben Marvin az erdőben fut, megtalálja Wildert. A tudós elmondja neki, hogy egy másik páciense elszabadult.
Sisk őrmester szembeszáll Marvinnal, és éppen le akarja lőni. Rianna leugrik egy fáról Siskre. Wilder, Miles és Dagi jelenlétében bevallja, hogy őt is Wilder operálta meg, és azért támadta meg a vadászt, hogy megvédje a pulykakeselyűt, amelyet szabadon engedett. Dühös tömeg és rendőrök érkeznek, hogy elintézzék Marvint. Miles magára vállalja a felelősséget mindenért. Miután a csőcselék azt hiszi, hogy egy fekete volt a felelős, a csőcselék tagjai nem akarnak intézkedni, ami miatt Wilson rendőrfőnök lefújja a vadászatot, Miles nagy bánatára.
Egy évvel később Marvin és Rianna összeházasodnak, állatmenhelyet nyitnak, és egy alomnyi gyerekük születik. Tévénézés közben látják, hogy Dr. Wilder elnyerte a Nobel-díjat. Azt mondja, hogy mindezt menyasszonyának, Yolandának, a „Borz-tej” szóvivő modelljének köszönheti. A hátán nagy sebhelyek vannak, ami arra utal, hogy Wilder rajta is elvégezte a kísérletet.

## Szereplők
| Szerep                  | Színész          | Magyar hang            |
| ----------------------- | ---------------- | ---------------------- |
| Marvin Mange            | Rob Schneider    | Józsa Imre             |
| Rianna                  | Colleen Haskell  | Gubás Gabi             |
| Sisk őrmester           | John C. McGinley | Sinkovits-Vitay András |
| Wilson rendőrfőnök      | Edward Asner     | Kisfalussy Bálint      |
| Dr. Wilder, őrült tudós | Michael Caton    | Balázs Péter           |
| Dömpi                   | Louis Lombardi   | Kocsis György          |
| Miles                   | Guy Torry        | Barabás Kiss Zoltán    |
| polgármester            | Scott Wilson     | Szokolay Ottó          |
| Townie                  | Adam Sandler     | Csőre Gábor            |
| bandatag                | Norm MacDonald   | Hajdu Steve            |

## Fogadtatás

### Bevételi adatok
A film 2001. június 1-jén debütált, 19,6 millió dolláros bevételt hozott a nyitóhétvégén (a Shrek és a Pearl Harbor – Égi háború mögött a 3. helyen végzett). 47 milliós gyártási költségvetés mellett a film nemzetközi szinten 84 772 742 dolláros bevételt ért el.

### Kritikai visszhang
A film negatív kritikákat kapott. A Rotten Tomatoes-on 83 értékelés alapján 30%-on áll. A Metacritic 22 kritikus véleménye alapján 43%-os pontszámot adott, ami „vegyes vagy átlagos értékelést” jelent. A CinemaScore által megkérdezett közönség B+ osztályzatot adott a filmnek.
Annak ellenére, hogy a kritikusok többnyire negatívan fogadták a filmet, a bemutató idején David Manning filmkritikus támogatta a projektet, és kritikai dicséretben részesítette a filmet. 2001 végén kiderült, Manning csupán kitalált személy, akit a Sony azért hozott létre, hogy reklámot csináljon a film számára. Akkoriban a Sony azt állította, a hibát egy layout-művész okozta, aki a tervezés során "álszöveget" írt a megjelenő forgatókönyvbe, amelyet véletlenül nem cseréltek le a valódira.